# مؤشر الأداء

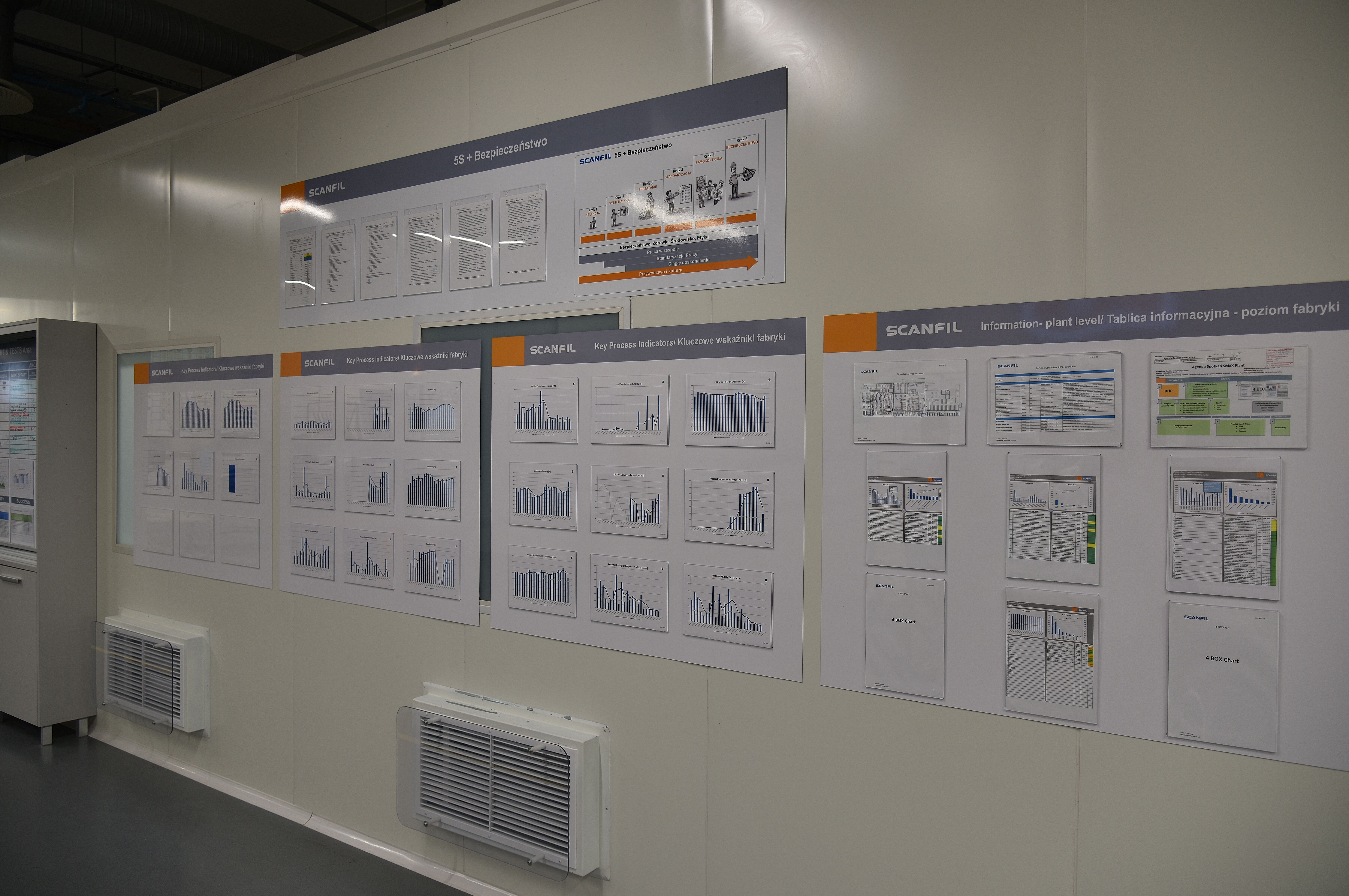
لوحات مؤشرات الأداء في إحدى الشركات.

مؤشر الأداء (بالإنجليزية key performance indicator)، هو إحدى أدوات قياس وتقييم أداء المؤسسات والشركات على المدى الطويل، كما تستخدم لقياس التقدم الذي أَحُرِّز في عملية معينة.

## تاريخ
لم تعد الغاية من بناء ووضع مؤشرات للأداء هي اعطاء نظرة عامة للاداريين عن مسار العملية الادارية بشكل عام، وإنما تطور مفهومها وباتت تستخدم لغاية قياس نتائج تحقيق الأهداف[بحاجة لمصدر]. وقد جاء هذا التطور نتيجة زيادة الاعتماد على مؤشرات الأداء بشكل ملحوظ بعد ان بات جزءاً محوريا من التخطيط الاستراتيجي، باعتبار أن هذه المؤشرات هي الموازين والمقاييس التي يفترض ان تستقى من الأهداف الاستراتيجية من خلال ترجمة تلك الأهداف إلى برامج واجراءات وسياسات وانشطة يقوم جوهر قياس مدى فعاليتها وكفائتها في تحقيق الأهداف الموضوعة لأجلها.[بحاجة لمصدر]
وقد تطور مفهوم مؤشرات الأداء بشكل بنيوي بعد أن أعاد صياغة تصنيفات وجوهر مضامين هذه المؤشرات الباحث العربي زاهر بشير العبدو[بحاجة لمصدر]، حيث قدم منهجية ذات مضمون تصنيفي وهيكلي لمؤشرات الأداء بمسمى مؤشرات النجاح للمنظمات[بحاجة لمصدر أفضل]. هذا التطور بالمفهوم والطرح جاء بعد دراسة بحثية وعملية ونقدية لآخر ما كتب في هذا السياق على المستوى العالمي وما قدمه الباحث النيوزلندي ديفيد بارمنتر بهذ الخصوص والذي قدمه في كتاب خاص باسم مؤشرات الأداء الرئيسية والذي احتوى بعض الاجتهادات في تصنيف مؤشرات الأداء من جهة وإضافة مناظير مقترحة تطور منهجية قياس أداء الاستراتيجيات المطبقة في الشركات بالاعتماد على مفهوم وثيقة التقييم المتوازنة التي طورها كل من كابلان ونورتن.[بحاجة لمصدر]

## أمثلة
إذا كان الشخص يقود سيارته إلى جهةٍ معينة ولاحظ أن مؤشر الحرارة قد ارتفع عن الحد المعتاد، فهذا يدل على حدوث مشكلة يجب معالجتها، وإلا فإن العملية قد تفشل، والعملية في هذه الحالة هي الوصول إلى الوجهة المحددة.
إذا كانت العملية عبارة عن نقل أسماك من البحر إلى سوق السمك فالمؤشرات يجب أن تتمحور حول نجاح عملية النقل، ويمكن أن تكون المؤشرات: زمن نقل الأسماك، صلاحية جهاز التبريد، وخبرة السائق.
هناك عدة مؤشرات تعليمية تستخدم من اجل الحكم على مدى تحقيق أهداف وسياسة التعليم، ومن المؤشرات التعليمية المستخدمة التي استخدمتها ولاية فلوريدا لتقويم الأداء التعليمي للمدرسة: تسجيل أداء التلميذ، معدلات حضور التلاميذ والتخرج، حجم الفصل، معدلات الالتحاق بالمدارس العليا، معدلات الإنفاق لكل طالب، متوسط مرتبات المعلمين والإداريين، وغيرها.[بحاجة لمصدر]